# Shanty
Ein Shanty (IPA: [ˈʃɛnti] anhörenⓘ; engl. [ˈʃænti]) ist eine Form des Seemannslieds. Diese Liedgattung gehört zum Seemannsbrauchtum.

## Geschichte
Der heute geläufige Name Shanty (englisch Sea Shanty) tauchte erstmals Mitte des 19. Jahrhunderts auf. Er wurde vermutlich vom englischen chant = ‚singen/Gesang‘ und dem französischen chanter = ‚singen‘ abgeleitet, beziehungsweise von ‚chattet‘, wie es die französischsprechenden schwarzen Schauerleute von New Orleans gebrauchten.
Erste Hinweise auf „Arbeitslieder der Matrosen“ finden sich im Werk des Dominikaners Felix Fabri aus Ulm, der 1493 auf einer Galeere nach Palästina segelte. Im Complaynt of Scotland (1549) finden sich die frühesten bekannten Texte solcher Arbeitslieder. Shantys waren also dem Ursprung nach Arbeitslieder zur Zeit der Großsegler. Man sang sie auf den Handels- und Fischfangschiffen, zur Unterstützung und Koordination körperlich anspruchsvoller Arbeiten, die nur in gemeinsamer Kraftanstrengung erledigt werden konnten, wie Ankerlichten, Segelsetzen, Einholen der Segel und Netze, Durchholen der Taue, Aufziehen der Rahen, die Arbeit an Winden und Pumpen, aber auch beim Be- und Entladen der Schiffe.
Da Großbritannien zur Blütezeit der Shantys (englische Rechtschreibung: Shanties) im 19. Jahrhundert die führende Seefahrtnation war, sind viele der heute überlieferten Shantys in englischer Sprache. Es war allerdings meist kein reines Englisch. Da die Schiffsbesatzungen oft aus unterschiedlichen Ländern stammten, war es eher ein Sprachgemisch, sogenanntes Pidgin-Englisch, unfein und melodisch unstimmig. Nicht das Singen stand im Vordergrund, sondern die Tätigkeit.
Mitte 16. Jahrhundert bis zu Beginn des 19. Jahrhunderts verschwanden viele Shantys wieder aus dem Bordleben. Grund dafür war wohl die Zwangsrekrutierung vieler britischer Seeleute in die Kriegsmarine. Shantys waren dort verboten, denn Kommandos auf den Kriegsschiffen wurden durch Pfeifen weitergegeben. Die neu angeheuerten Schiffsbesatzungen der britischen Handelsschiffe, die vorwiegend aus anderen Nationen stammten, hatten zum traditionellen Shanty keinen Bezug.
Zur Zeit der frachtfahrenden Großsegler klangen Shantys anders als heute. Auf die in Form eines Wechselgesangs laut gegen Wind und Wetter herausgebrüllten Befehle des Shantyman antworteten die Matrosen mit ihrem Gesang, der meist mit einem Haul (wie im Deutschen „Hau-ruck“) und dem Zug am Tau endete. So ist es auch nicht verwunderlich, dass erste Berichte über Shantys von „wilden Schreien“ an Deck der Segelschiffe erzählten; auch den heute üblichen Einsatz von Instrumenten gab es nicht. Allein die Stimmen von Shantyman und Mannschaft waren zu hören. Lediglich bei ruhigeren Arbeiten wie am Gangspill sowie in der abendlichen Freizeit kam es gelegentlich zum Einsatz von Mundharmonika, Fidel oder Banjo.
Mit Beginn der Industriellen Revolution wurden schnellere Schiffe gebraucht. Die breitbauchigen Ostindienfahrer verschwanden und wurden durch Klipper und Fregatten ersetzt. Mit der Eröffnung des Suez-Kanals verdrängten die aufkommenden Dampfschiffe viele Frachtsegler auf den Routen nach Ostasien und Australien. Dies führte letztlich dazu, dass die Shantys ihren praktischen Nutzen für die Seefahrt nach und nach verloren und nur noch in der Freizeit und zur Unterhaltung gesungen wurden.
Viele Shantys entstanden durch Übernahme von Volksliedern der afro-amerikanischen und karibischen Hafenarbeiter, die beim Beladen der Schiffe in den Südstaaten der USA eingesetzt waren. Aber auch die schottischen und nordeuropäischen Walfänger- und Fischfangflotten nahmen großen Einfluss auf die Entwicklung der Shantys, genauso wie die Besatzungen der Handelsschiffe (Kauffahrer) auf den Fernrouten nach Übersee. Daneben spielten Lieder aus den jeweils besuchten Ländern bzw. Herkunftsländern der Matrosen eine Rolle, denn man kannte keine Scheu bei der Übernahme fremder Melodien. Gesungen wurde, was gefiel, und die Texte wurden einfach verändert oder angepasst. Selbst Kinderlieder wurden adaptiert (etwa Down by the sea, where the watermellows grow).

## Zweck der Shantys
Der ursprüngliche praktische Zweck des Shantys als Arbeitslied stand bei den Seeleuten immer an erster Stelle. Sprachliche und musikalische Aspekte spielten dagegen kaum eine Rolle. Es war allein wichtig, dass das Shanty die Arbeit unterstützte. Der Shantyman konzentrierte sich darauf, den Arbeitstakt zu bestimmen und die Matrosen mit seinen improvisierten Texten anzuspornen und zu unterhalten.

### Typen
Die Einteilung der verschiedenen Arten des Shanty wird, je nach Sichtweise und Erfahrung, unterschiedlich interpretiert. Recht hilfreich ist es, grundsätzlich in drei Hauptgruppen einzuteilen, wobei in den nachfolgenden Auflistungen über den jeweiligen Zweck der Shantys jedoch nur die bekanntesten Shantyarten erfasst sind.
Es gibt
- Shantys, die beim Ziehen eingesetzt wurden (hauling actions, pulling actions),
- Shantys, die beim Drücken eingesetzt wurden (heaving actions, pushing actions) und
- Shantys, die zur Unterhaltung oder in der Freizeit gesungen wurden.

### Shantys mit Arbeitszweck Ziehen
- Das Halyard-Shanty (Long-drag-shanty) wurde bei Aktionen mit längerer Dauer eingesetzt (z. B. große Segel setzen),
- das Short-drag-shanty war für Aktionen mit kurzer Dauer, aber großem Kraftaufwand bestimmt (z. B. dem Wechsel der Segelrichtung),
- das Hand-over-hand-shanty bei Arbeiten, die im Wechsel mit linker und rechter Hand erledigt wurden (z. B. Setzen kleinerer Segel, Durchholen von Tauen).
- Beim Stamp-and-go-shanty (Walk-away-shanty) wurde meist die komplette Decksmannschaft zum Ziehen eingesetzt.

### Shantys mit Arbeitszweck Drücken
- Capstan-Shantys wurden beim Anker lichten an der Ankerwinde (Spill/Capstan) gesungen.
- Windlass-Shantys wurden bei der Bedienung des pumpenähnlichen Windlass gesungen.
- Pump Shantys wurden bei Pumparbeiten gesungen (z. B. Abpumpen des Leckagewassers).

### Shantys zur Unterhaltung/Freizeit
- Hierzu zählen die Pollerlieder oder Forebitter (‚Fore-bitts‘ = ‚Poller‘, die pilzförmigen Eisenköpfe zum Festmachen der Taue). Pollerlieder beschreiben meist romantisierend das harte und entbehrungsreiche Leben auf See. Man sang sie gerne abends in der Freizeit auf den Pollern sitzend, aber auch bei bestimmten Anlässen und Ritualen, wie etwa dem Überqueren des Äquators oder des Polarkreises.
- Auch die Homeward-bound-Shantys mit ihren erzählenden Texten von Erlebnissen und Sehnsüchten wurden meist in der Freizeit gesungen.

## Chöre und Interpreten

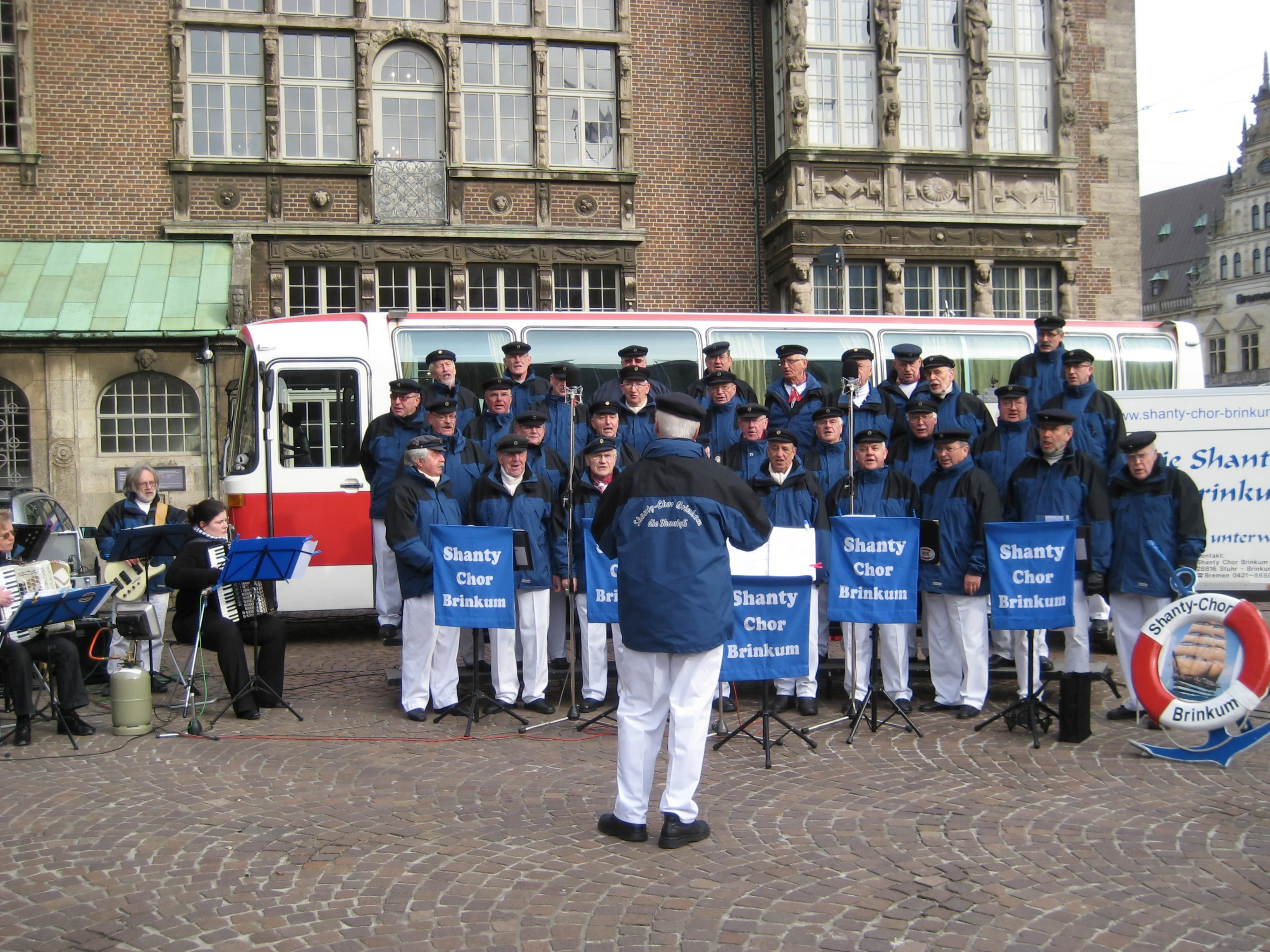
Shanty-Chor, 2011

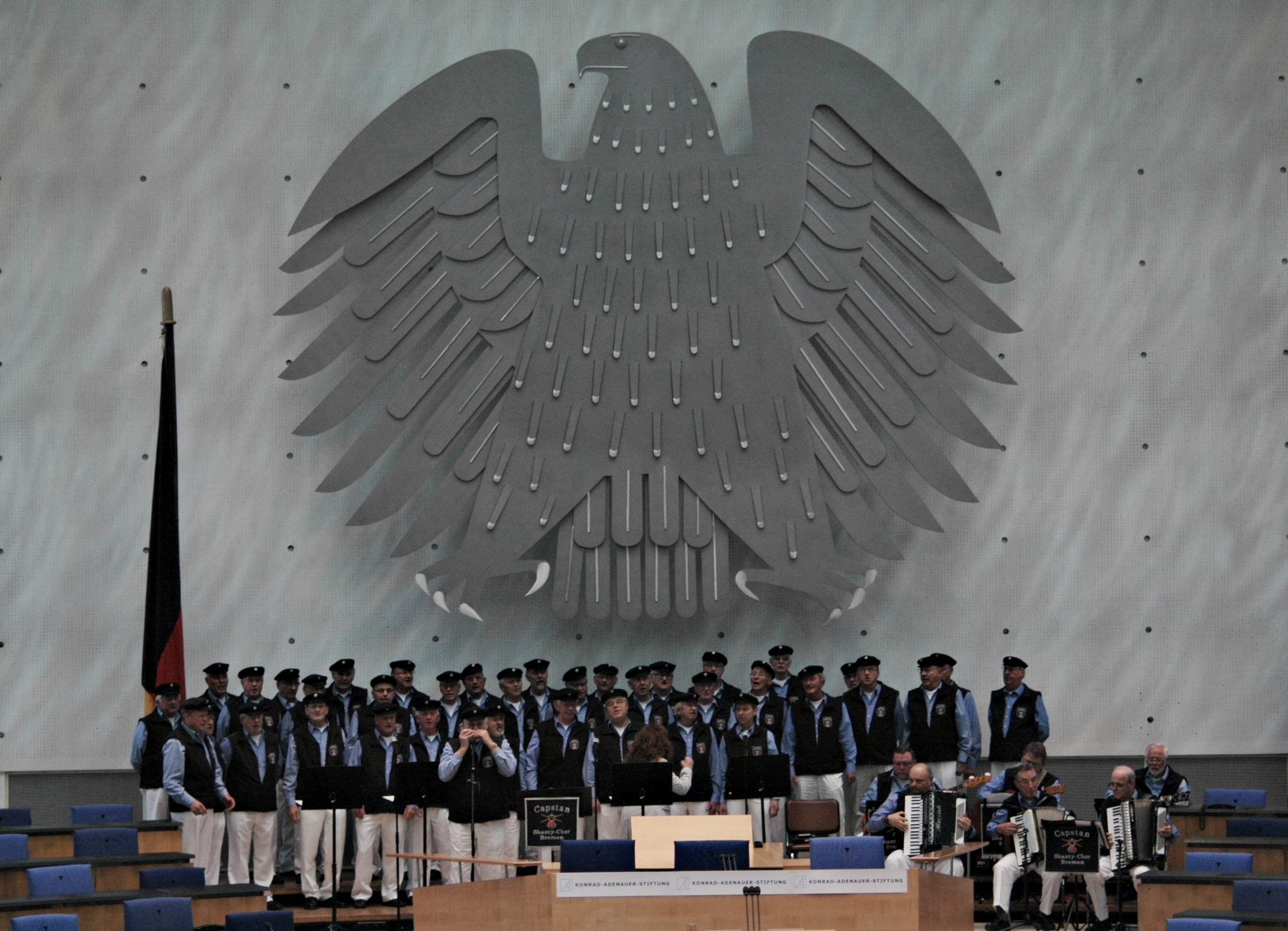
Capstan Shanty Chor beim Festakt zum 100. Geburtstag von Karl Carstens im Plenarsaal des Deutschen Bundestages in Bonn

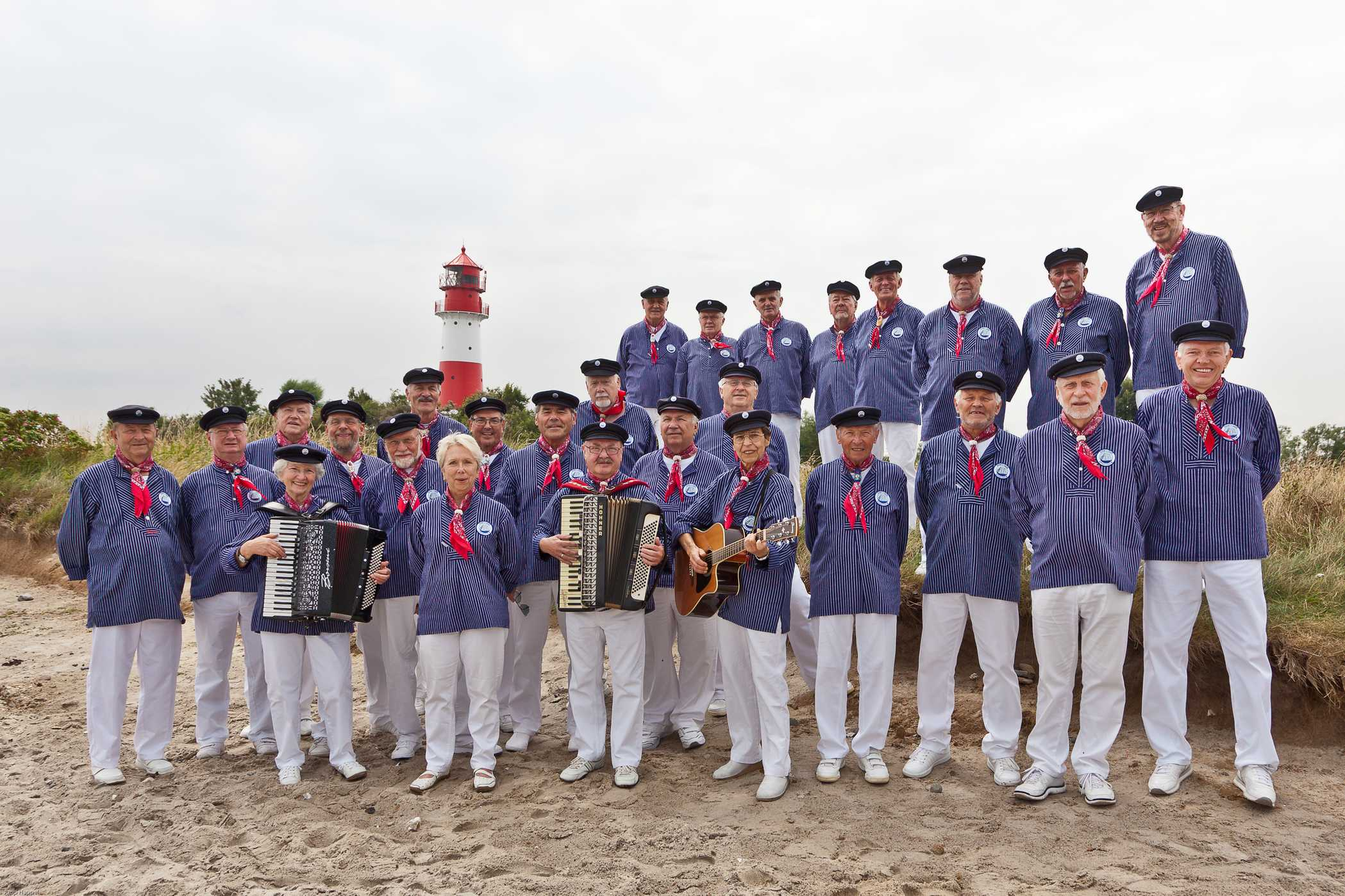
Shanty-Chor, 2014

Ein Shanty ist ursprünglich ein einstimmiger Gruppengesang, meist ohne instrumentale Begleitung und kein mehrstimmiger Chorgesang. Deshalb spricht man im englischen Sprachraum auch von 'Shanty groups' und nicht von Shantychören. Im allgemeinen Sprachgebrauch werden in Deutschland heute aber alle maritimen Lieder unter dem Sammelbegriff 'Shanty' zusammengefasst und die Interpretation findet von größeren, auch mehrstimmigen, Chören und stets mit musikalischer Begleitung statt. Auch ein Dirigent ist durchaus üblich und die wenigsten der vorgetragenen Lieder sind Shantys im ursprünglichen Sinn, sondern überwiegend Lieder vom Hafen oder vom Meer (Solches Liedgut ist, als 'Songs of the Sea' bezeichnet, im englischen Sprachbereich eine eigene Kategorie innerhalb des maritim geprägten Folk).
So wird das traditionelle maritime Liedgut einschließlich der Shantys in Deutschland und den Nachbarländern weniger von kleineren Gesangsgruppen, als von größeren Shanty-Chören mit instrumentaler Begleitung gepflegt. Diese Chöre gingen verstärkt in der Nähe von Hafen- oder Küstenstädten, aber oftmals auch im Binnenland aus Männerchören, Segel- und Marinevereinen hervor. Shanty-Chöre bestehen meist vollständig oder überwiegend aus Männern.
In Norddeutschland an der Waterkant gehört der Auftritt von Shanty-Chören zum Kulturgut, gilt inzwischen aber auch als Bestandteil des dortigen touristischen Angebots. Aber nicht nur echte Shantys werden gesungen, sondern auch Filmmusik wie aus Große Freiheit Nr. 7 oder dem Dokumentarfilm Windjammer (1958) sind heute im Repertoire vieler Chöre zu finden.
Als Solisten sind ausschließliche Shanty-Interpreten eher selten anzutreffen; hierzu zählt zum Beispiel der Bremerhavener Günther Bockelmann (1945–2009). Shantys gehören jedoch zum Repertoire einiger Liedermacher, etwa Achim Reichel oder Hannes Wader, und teils auch von Schlagersängern wie Freddy Quinn, Sven Jenssen, Peter Petrel oder Bodo Maria.
Seit 2012 ist die deutsche Band Santiano, die sich nach einem Shanty benannt hat, mit einer Mischung aus Shantys und anderen Stilrichtungen erfolgreich. Ab Anfang 2021 entwickelt sich ein Comeback der Shantys in den sozialen Medien, nachdem der Schotte Nathan Evans auf der Internetplattform TikTok seine Version des Liedes Soon May the Wellerman Come veröffentlicht hatte.
Auch in den Nachbarländern Deutschlands wird der Shanty-Gesang gepflegt, besonders in den Anrainer-Staaten von Nord- und Ostsee.

## In der Popkultur

### In Film und Fernsehen
- Die Schatzinsel (1950): „Johnny Come Down to Hilo“
- Moby Dick (1956): „Heave Away, My Johnnies“ „A-Roving“, „Paddy Doyle’s Boots“, „Sally Brown“, „Reuben Ranzo“, „Come Down You Bunch of Roses“
- Roots: „Haul the Bowline“, „Haul Away, Joe“
- Moby Dick (1998): „New York Girls“, „Cape Cod Girls“ („Bound Away to Australia“), „Donkey Riding“, „Haul Away Joe“
- Gangs of New York: „New York Girls“
- The Big Bang Theory: „Blow the Man Down“
- Master & Commander – Bis ans Ende der Welt: „Spanish ladies“, „Don’t forget your old shipmates“
- Ice Age 4 – Voll verschoben: „Master of the Seas“
- Inas Nacht
- Fisherman’s Friends – Vom Kutter in die Charts (2019)
- Fisherman’s Friends 2 – Eine Brise Leben (2022)

### In Videospielen
- Assassin’s Creed IV: Black Flag: spielt im goldenen Zeitalter der Piraterie, der Hauptcharakter und Pirat Edward Kenway kann an verschiedenen Orten Shantys einsammeln, die während der Schifffahrt von seiner Mannschaft gesungen werden
- Assassin’s Creed Rogue: spielt im 18. Jahrhundert, während der Fahrt werden ebenfalls Shantys von der Mannschaft gesungen, manche sind von Anfang an erhältlich, andere müssen eingesammelt werden

## Hörbeispiele
- Long Drag Shanty Haul Away Joe gesungen von der Berliner shanty crew X-berg
- De Hamborger Veermaster (On the Banks of Sacramento) von Horst Köbbert und die Reriker Heulbojen